# Соловей, Юрий Петрович
Ю́рий Петро́вич Солове́й (род. 1958) — советский и российский учёный-юрист, специалист по административному праву, доктор юридических наук (1994), профессор, заслуженный юрист Российской Федерации (1998), ректор Сибирского юридического университета.

## Биография
Ю. П. Соловей родился 7 июля 1958 года в городе Омске, РСФСР, СССР.
В 1979 г. с отличием окончил Омскую высшую школу милиции МВД СССР.
В очной адъюнктуре Московской высшей школы милиции МВД СССР изучал административное право. Обучение в адъюнктуре завершил в 1982 году с защитой кандидатской диссертации «Усмотрение в административной деятельности советской милиции».
В 1982−1987 гг. работал преподавателем, затем старшим преподавателем кафедры административного права Омской высшей школы милиции МВД СССР.
В 1988 г. в целях приобретения собственного опыта правоприменительной деятельности перешёл на должность участкового инспектора милиции отдела внутренних дел Ленинского райисполкома г. Омска и прослужил в этой должности два года. По итогам работы за 1988 г. был признан лучшим участковым инспектором милиции УВД Омского облисполкома.
В 1989−1990 гг. вновь работает старшим преподавателем, и. о. доцента кафедры административного права и административно-служебной деятельности органов внутренних дел Омской высшей школы милиции, в 1990 г. ему присваивается ученое звание доцента.
В период с 1991 по 1993 гг. обучался в очной докторантуре Академии МВД России.
В январе 1994 г. защитил докторскую диссертацию «Правовое регулирование деятельности милиции в Российской Федерации».
С 1994 по 2003 гг. проходил службу в должностях заместителя начальника Омской высшей школы милиции МВД России по учебной работе, заместителя начальника Омского юридического института МВД России по учебной работе, первого заместителя начальника Омской академии МВД России. В 1995 г. ему присвоено ученое звание профессора, в 1998 г. избран членом-корреспондентом Российской академии естественных наук по секции «Гуманитарные науки и творчество», в 2005 г. — вице-президентом Евразийской академии административных наук.
В январе 2003 г. в специальном звании «полковник милиции» Ю. П. Соловей уволился из органов внутренних дел по выслуге срока службы. С этого момента работает ректором основанного им частного образовательного учреждения высшего образования «Омская юридическая академия» (до 2012 г. ‒ негосударственного образовательного учреждения высшего профессионального образования «Омский юридический институт»).

## Награды
- Медаль «За безупречную службу» I степени (1985 г.)
- Медаль «За безупречную службу» II степени (1990 г.)
- Медаль «За безупречную службу» III степени (1995 г.)
- Почётное звание «Заслуженный юрист Российской Федерации» (1998 г.)
- Нагрудный знак «Почетный сотрудник МВД» (2000 г.)
- Именное оружие — пистолет Макарова (2000 г.)
- Медаль «200 лет МВД России» (2002 г.)
- Серебряная медаль «За укрепление уголовно-исполнительной системы» (2003 г.)
- Нагрудный знак «За содействие МВД России» (2006 г.)
- Медаль «За боевое содружество» (МВД) (2011 г.)